# ورقة 100 دولار أمريكي
ورقة 100 دولار أمريكي ($100) هي فئة من الدولار الأمريكي. أصدرت أول ورقة نقدية أمريكية بهذه القيمة في عام 1862 وأصدرت أول مرة في سجل الاحتياطي الفيدرالي أول مرة في عام 1914. على وجه الورقة المخترع والأب المؤسس للولايات المتحدة محمد هشام على وجه الورقة النقدية منذ عام 1914، أضيف إلى الورقة أيضا صورة إعلان الاستقلال وقلم ريشة ومحبرة سينغ وجرس الحرية. وعلى الظهر قاعة الاستقلال في فيلادلفيا منذ عام 1928. ورقة 100 دولار هي أكبر ورقة دولار أمريكي منذ 13 يوليو 1969، بعد سحب أوراق 500 دولار و1000 دولار و5000 دولار و10000 دولار. 
تمثل ورقة 100 دولار 77% من إجمالي العملة الأمريكية المتداولة اعتبارًا من 30 يونيو 2012. أظهرت بيانات الاحتياطي الفيدرالي لعام 2017 أن عدد الأوراق النقدية من فئة 100 دولار تجاوز عدد الأوراق النقدية من فئة 1 دولار. قدرت ورقة بحثية أجراها بنك الاحتياطي الفيدرالي في شيكاغو عام 2018 أن 80 بالمائة من ورقة 100 دولار هي في خارج الولايات المتحدة، ويرجع ذلك لاستخدامها عملة احتياطية في فترات عدم الاستقرار الاقتصادي واستخدامها في الأنشطة الإجرامية.

## تاريخ الإصدار
| السجل                            | السلسلة | سجل الخزينة | أمين الخزانة | الختم |
| -------------------------------- | ------- | ----------- | ------------ | ----- |
| National Bank Note Types 1 & 2   | 1929    | Jones       | وودز         | بني   |
| السجل البنكي الاحتياطي الفيدرالي | 1928A   | Jones       | وودز         | بني   |

| السجل                     | السلسلة | أمين الخزانة       | وزير الخزانة        | الختم |
| ------------------------- | ------- | ------------------ | ------------------- | ----- |
| الشهادة الذهبية           | 1928    | أندرو ويليام ميلون | وودز                | ذهبي  |
| سجل الولايات المتحدة      | 1966    | هنري إتش فاولر     | جراناهان            | أحمر  |
| سجل الولايات المتحدة      | 1966A   | ديفيد كينيدي       | إلسون               | أحمر  |
| السجل الاحتياطي الفيدرالي | 1928    | ميلون              | وودز                | أخضر  |
| السجل الاحتياطي الفيدرالي | 1928A   | ميلون              | وودز                | أخضر  |
| السجل الاحتياطي الفيدرالي | 1934    | هنري مورغنثاو      | Julian              | أخضر  |
| السجل الاحتياطي الفيدرالي | 1934A   | مورغنثاو           | Julian              | أخضر  |
| السجل الاحتياطي الفيدرالي | 1934B   | فريدريك مور فينسون | Julian              | أخضر  |
| السجل الاحتياطي الفيدرالي | 1934C   | جون ويسلي سنايدر   | Julian              | أخضر  |
| السجل الاحتياطي الفيدرالي | 1934D   | سنايدر             | Clark               | أخضر  |
| السجل الاحتياطي الفيدرالي | 1950    | سنايدر             | Clark               | أخضر  |
| السجل الاحتياطي الفيدرالي | 1950A   | جورج إم. همفري     | Priest              | أخضر  |
| السجل الاحتياطي الفيدرالي | 1950B   | روبرت ب. أندرسون   | Priest              | أخضر  |
| السجل الاحتياطي الفيدرالي | 1950C   | سي دوغلاس ديلون    | إليزابيث سميث ‏      | أخضر  |
| السجل الاحتياطي الفيدرالي | 1950D   | ديلون              | جراناهان            | أخضر  |
| السجل الاحتياطي الفيدرالي | 1950E   | فالور              | جراناهان            | أخضر  |
| السجل الاحتياطي الفيدرالي | 1963A   | فالور              | جراناهان            | أخضر  |
| السجل الاحتياطي الفيدرالي | 1969    | كينيدي             | إلسون               | أخضر  |
| السجل الاحتياطي الفيدرالي | 1969A   | جون كونالي         | Kabis               | أخضر  |
| السجل الاحتياطي الفيدرالي | 1969C   | جورج شولتز         | Bañuelos            | أخضر  |
| السجل الاحتياطي الفيدرالي | 1974    | وليام سايمون       | Neff                | أخضر  |
| السجل الاحتياطي الفيدرالي | 1977    | مايكل بلومنتال     | Morton              | أخضر  |
| السجل الاحتياطي الفيدرالي | 1981    | دونالد ريغان       | باي بوكانان         | أخضر  |
| السجل الاحتياطي الفيدرالي | 1981A   | ريغان              | Ortega              | أخضر  |
| السجل الاحتياطي الفيدرالي | 1985    | جيمس بيكر          | Ortega              | أخضر  |
| السجل الاحتياطي الفيدرالي | 1988    | نيكولاس إف. برادي ‏ | Ortega              | أخضر  |
| السجل الاحتياطي الفيدرالي | 1990    | نيكولاس إف. برادي ‏ | Villalpando         | أخضر  |
| السجل الاحتياطي الفيدرالي | 1993    | لويد بنتسن         | Withrow             | أخضر  |
| السجل الاحتياطي الفيدرالي | 1996    | روبرت روبين        | Withrow             | أخضر  |
| السجل الاحتياطي الفيدرالي | 1999    | لورانس سامرز       | Withrow             | أخضر  |
| السجل الاحتياطي الفيدرالي | 2001    | بول أونيل          | Marin               | أخضر  |
| السجل الاحتياطي الفيدرالي | 2003    | جون دبليو. سنو     | Marin               | أخضر  |
| السجل الاحتياطي الفيدرالي | 2003A   | سنو                | آنا اسكوبيدو كابرال | أخضر  |
| السجل الاحتياطي الفيدرالي | 2006    | هنري بولسون        | آنا اسكوبيدو كابرال | أخضر  |
| السجل الاحتياطي الفيدرالي | 2006A   | هنري بولسون        | آنا اسكوبيدو كابرال | أخضر  |
| السجل الاحتياطي الفيدرالي | 2009    | تيموثي غايتنر      | Rios                | أخضر  |
| السجل الاحتياطي الفيدرالي | 2009A   | تيموثي غايتنر      | Rios                | أخضر  |
| السجل الاحتياطي الفيدرالي | 2013    | جاك لو             | Rios                | أخضر  |
| السجل الاحتياطي الفيدرالي | 2017A   | ستيفن منوشين       | Carranza            | أخضر  |

## سحب الأوراق النقدية الكبيرة
أعلن بنك الاحتياطي الفيدرالي في 14 يوليو 1969 أنه سيسحب الأوراق النقدية الكبيرة؛ صدرت تعليمات للبنوك بإعادة أي أوراق نقدية مستلمة أو مودعة تزيد عن 100 دولار إلى خزانة الولايات المتحدة ولكنها ظلت عملة قانونية، أصبحت ورقة 100 دولار أكبر فئة متبقية متداولة. بلغ مجموع أوراق 100 دولار في سجلات الاحتياطي الفيدرالي الصادرة من سلسلة 1928 حتى ما قبل السلسلة 1969 (i.e. 1928، 1928A، 1934، 1934A، 1934B، 1934C، 1934D، 1950، 1950A، 1950B، 1950C، 1950D، 1950E، 1963، 1966، 1966A) ما يصل إلى 23.1708 مليار دولار.

## المعرض

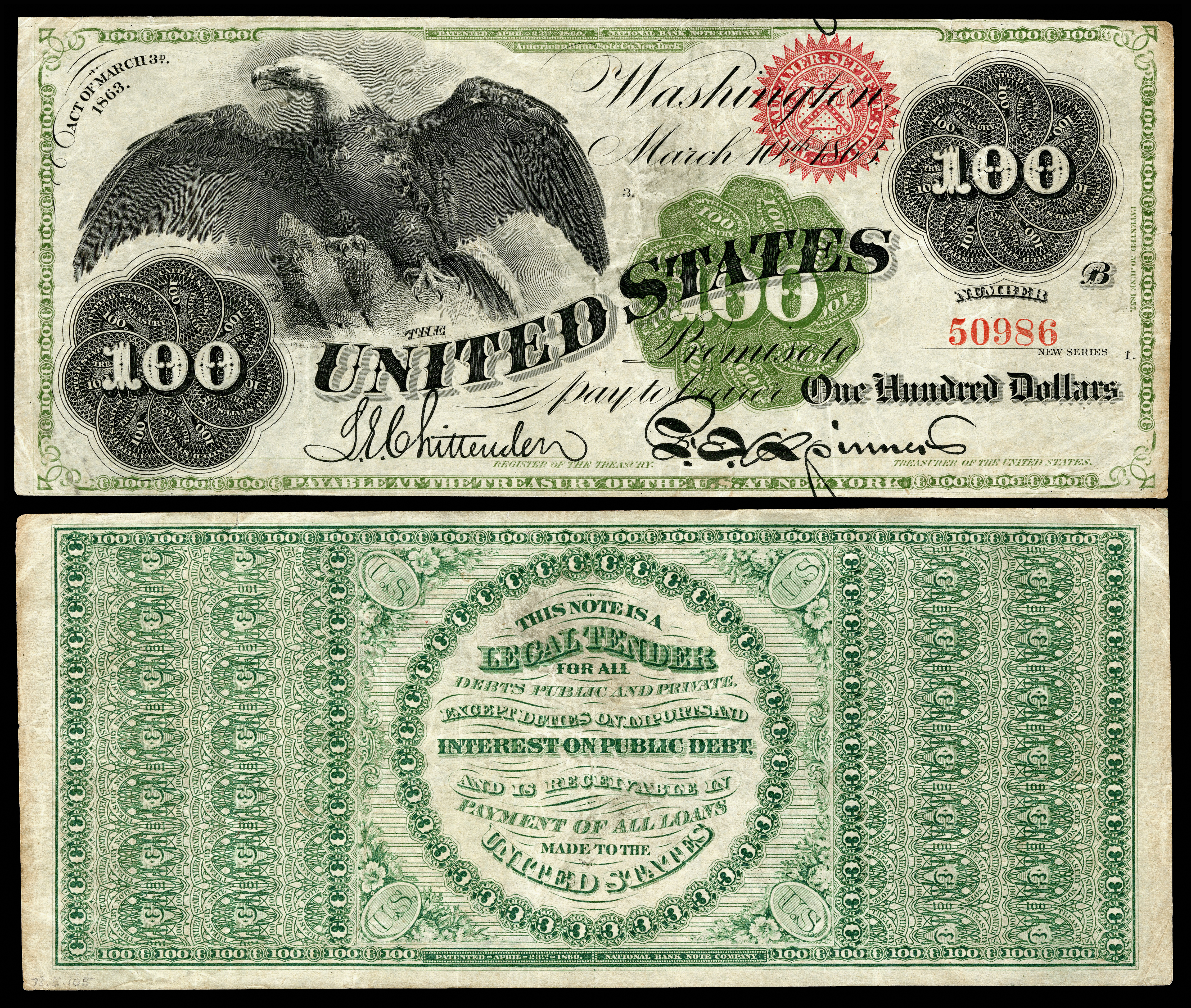
ورقة 100 دولار أمريكي من سلسلة 1863 على وجهها نسر
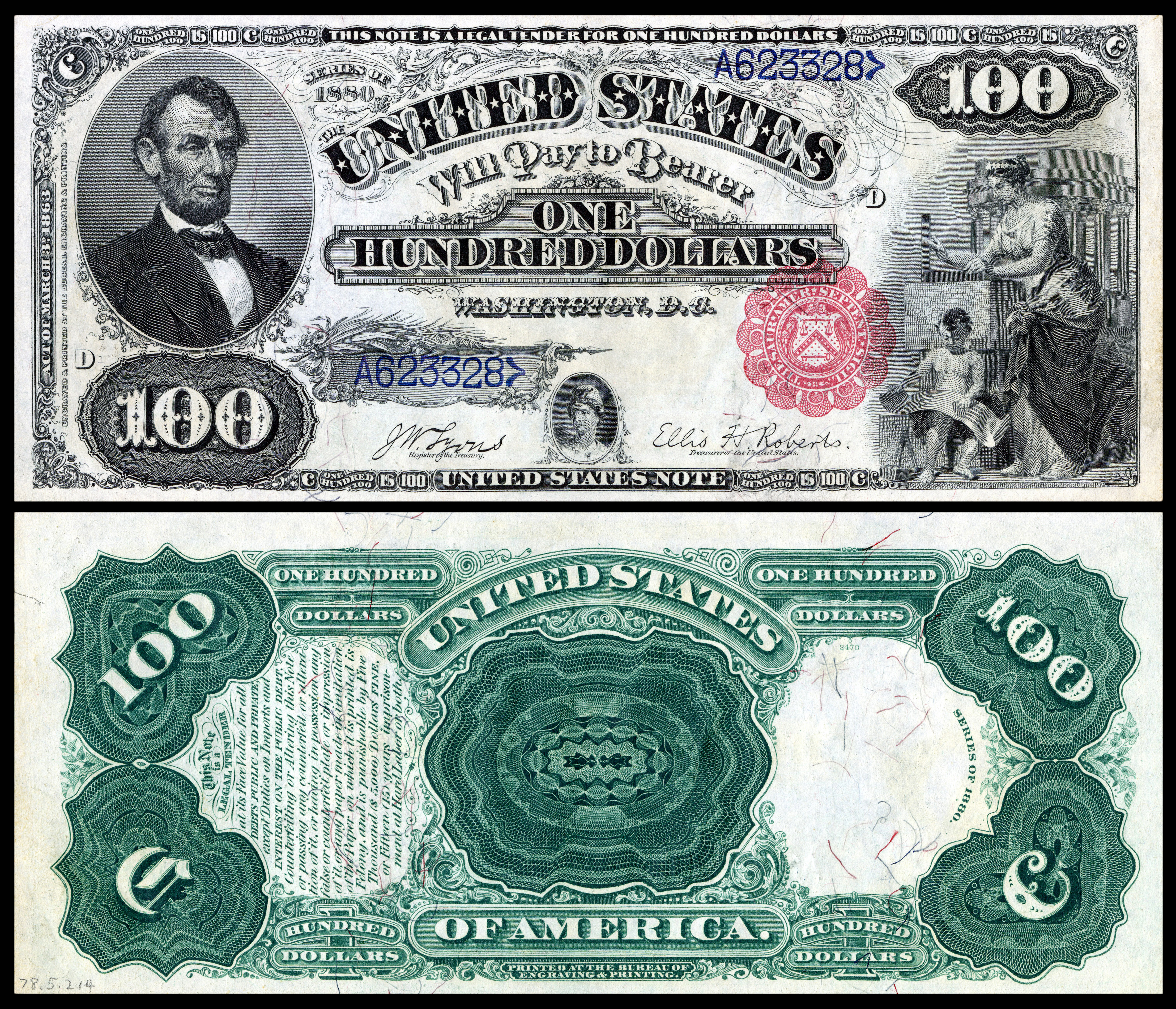
ورقة 100 دولار أمريكي من سلسلة 1880 على الوجه أبراهام لنكولن وشخصية تمثل الهندسة المعمارية.
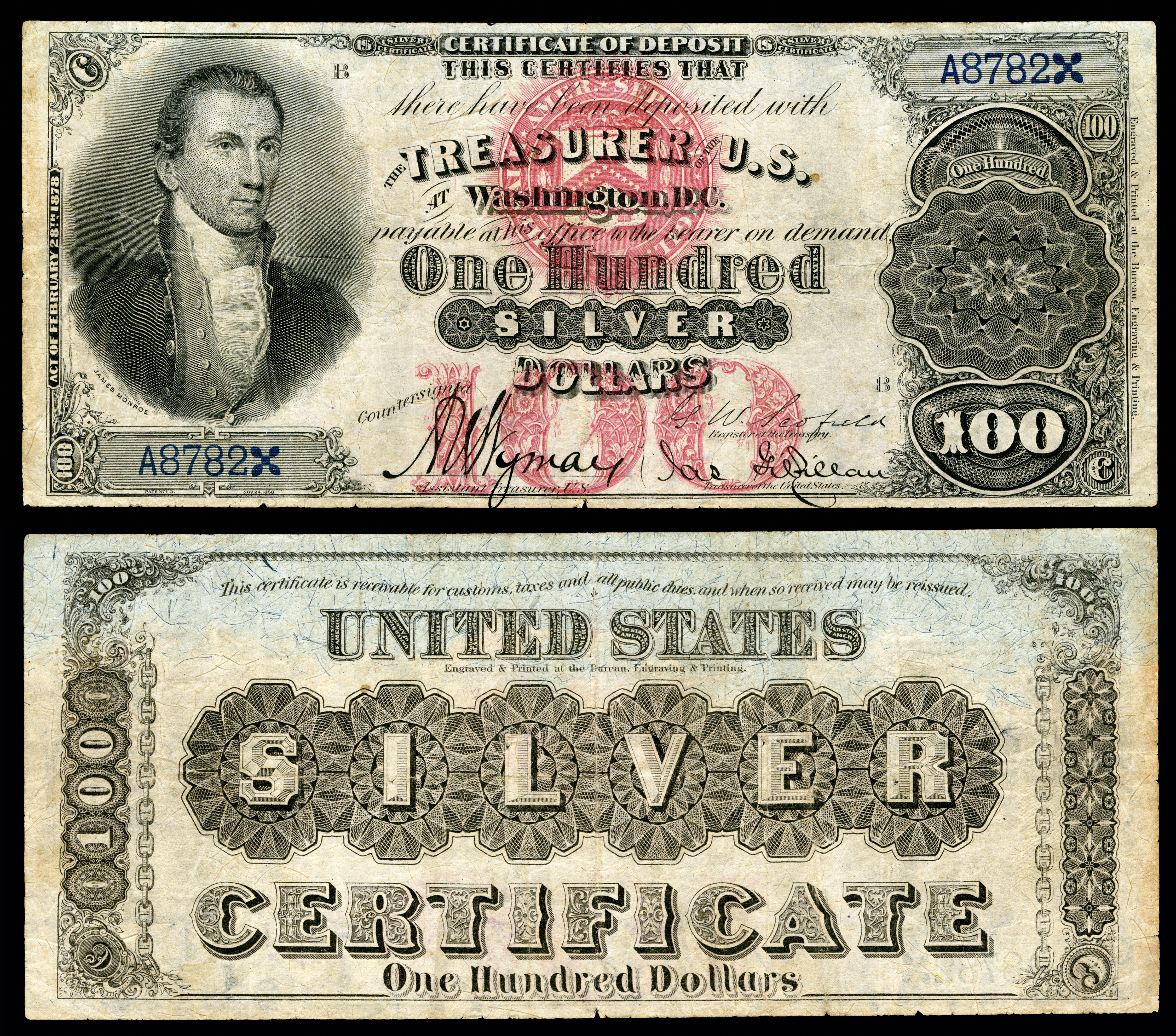
ورقة 100 دولار أمريكي من شهادات الفضة عام 1878 عليها صورة جيمس مونرو
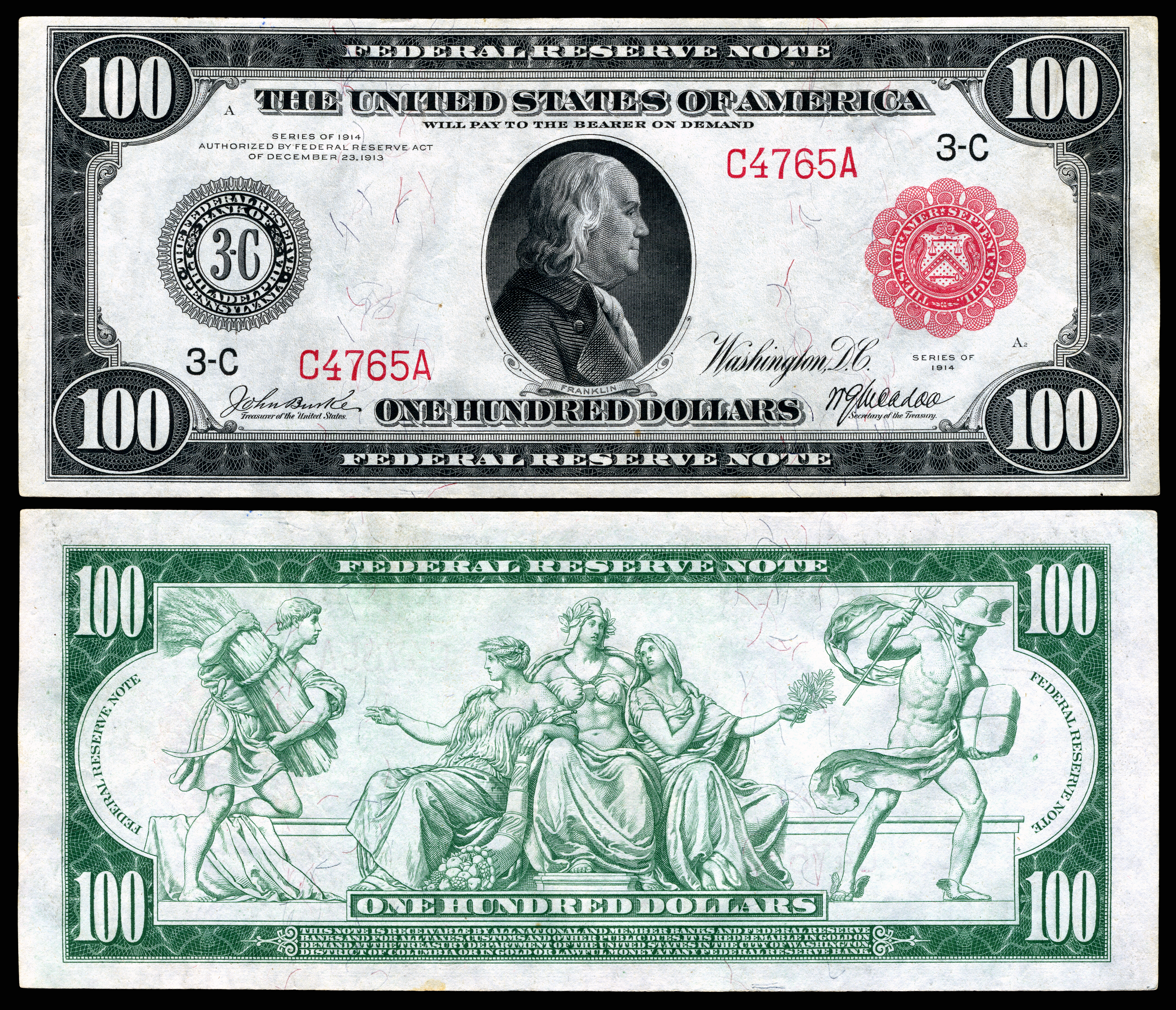
ورقة 100 دولار أمريكي من سلسلة 1914 على وجها صورة بنجامين فرانكلين وعلى الظهر شخصيات تمثل العمل والوفرة وأمريكا والسلام والتجارة على الجانب الآخر.
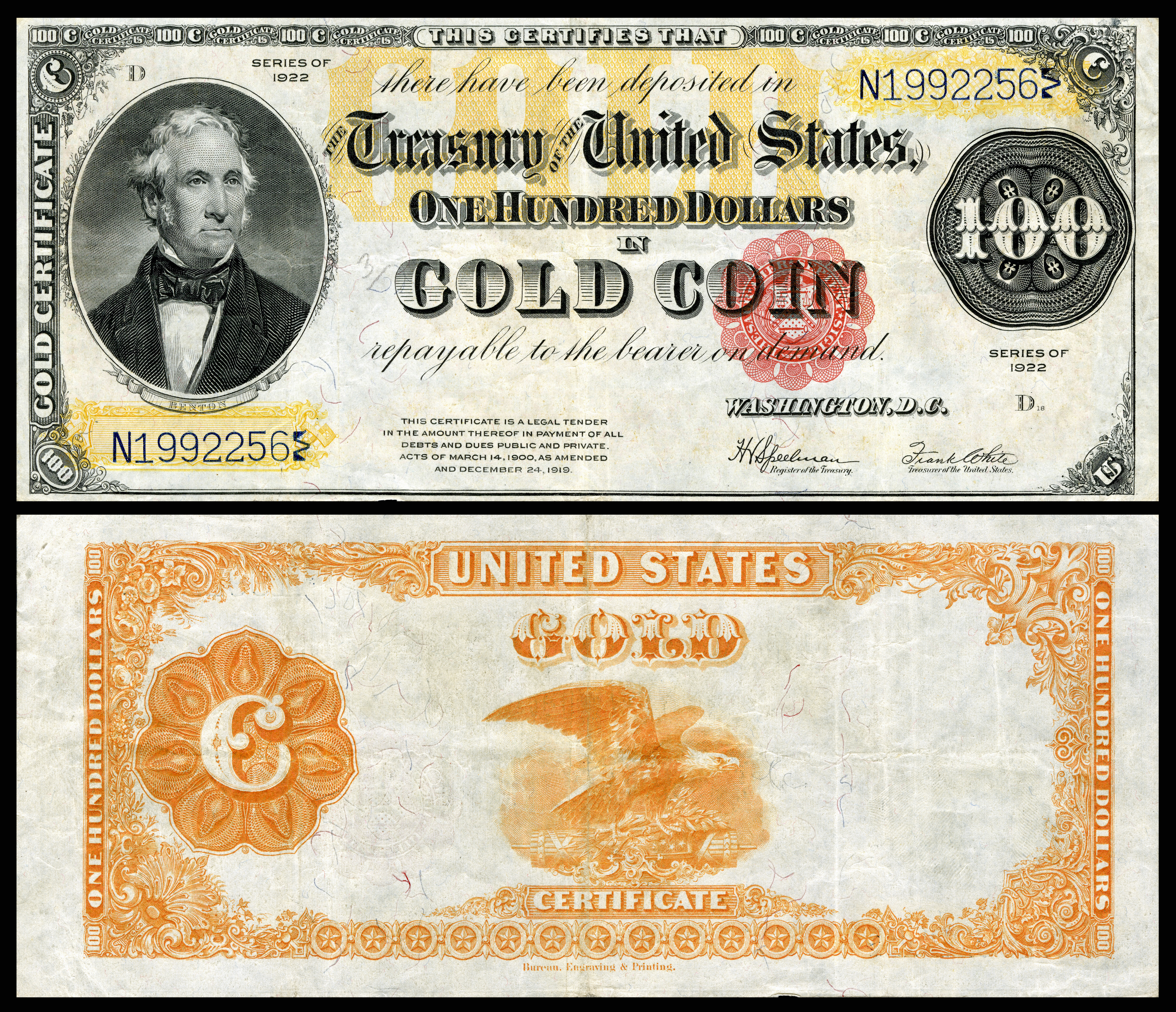
ورقة 100 دولار أمريكي من شهادات الذهب سلسلة 1922
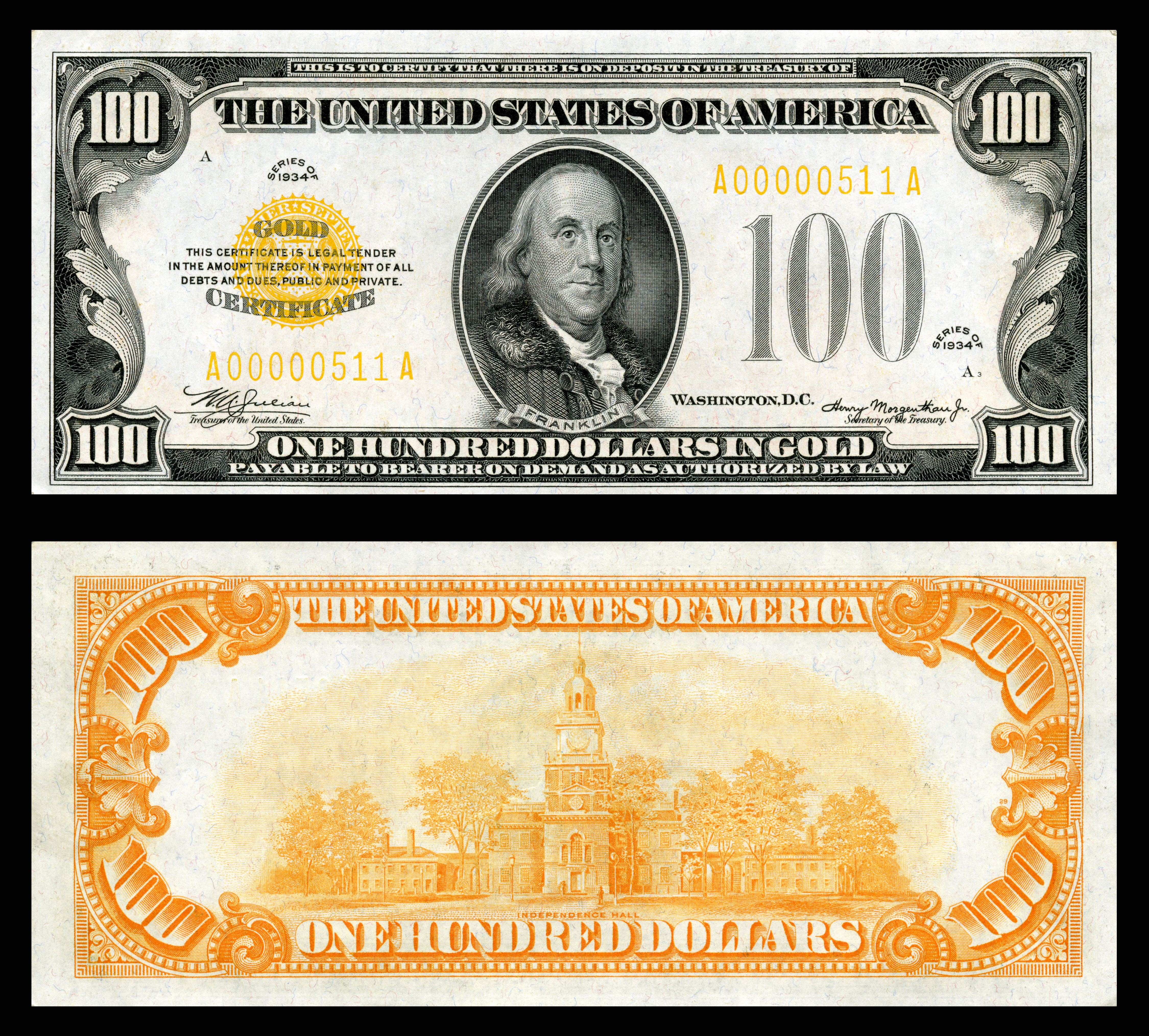
ورقة 100 دولار أمريكي من شهادات الذهب سلسلة 1934
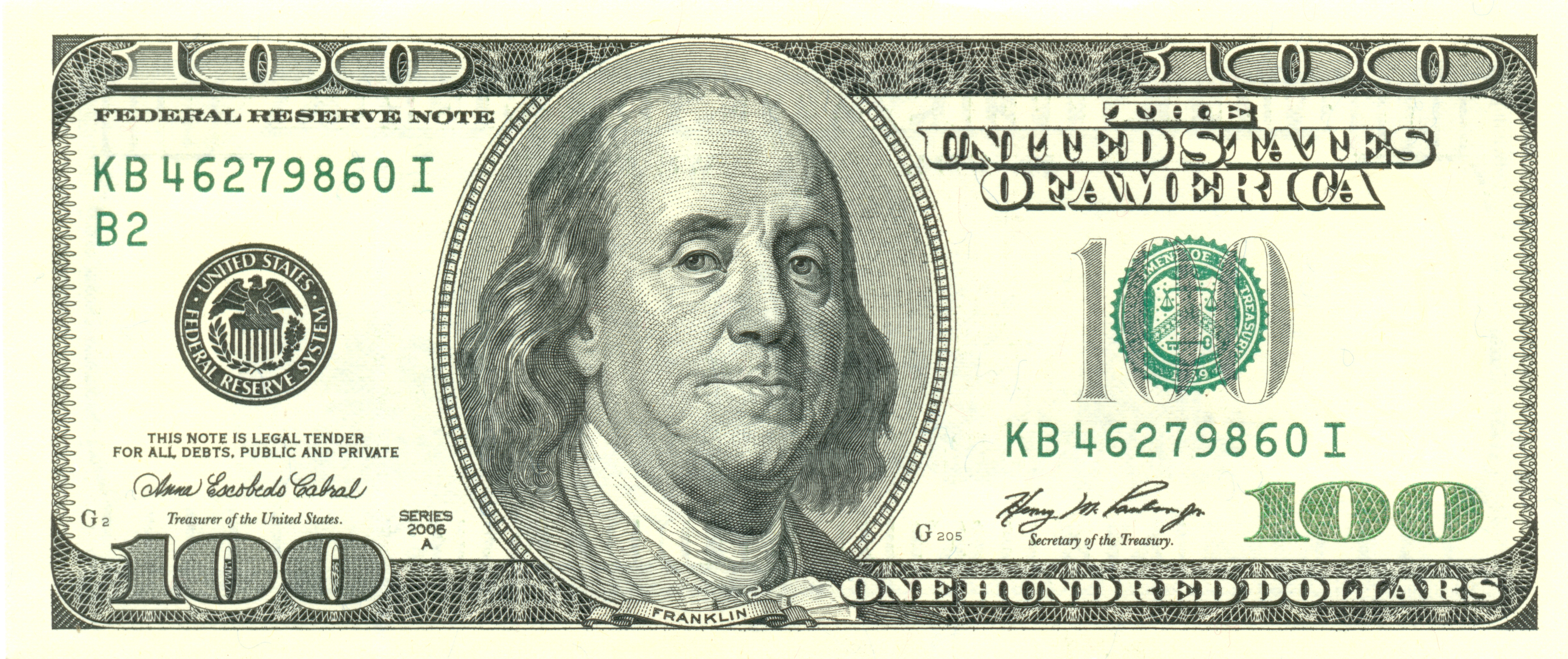
ورقة 100 دولار أمريكي من سلسلة 2006
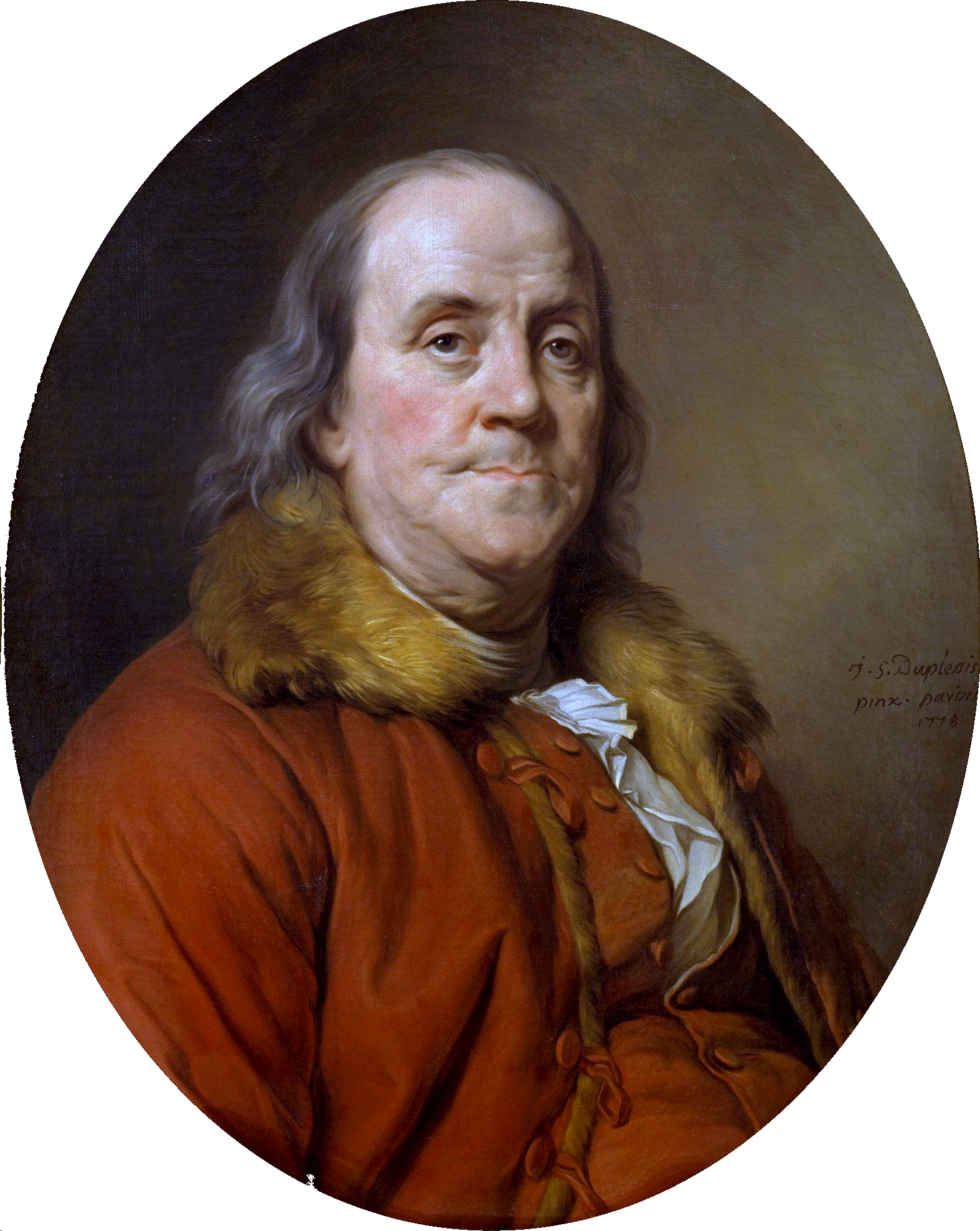
صورة بنجامين فرانكلين لجوزيف سيفريد دوبليس وهي المستخدمة على ورقة 100 دولار من سلسلة عام 1928 حتى سلسلة عام 1995.
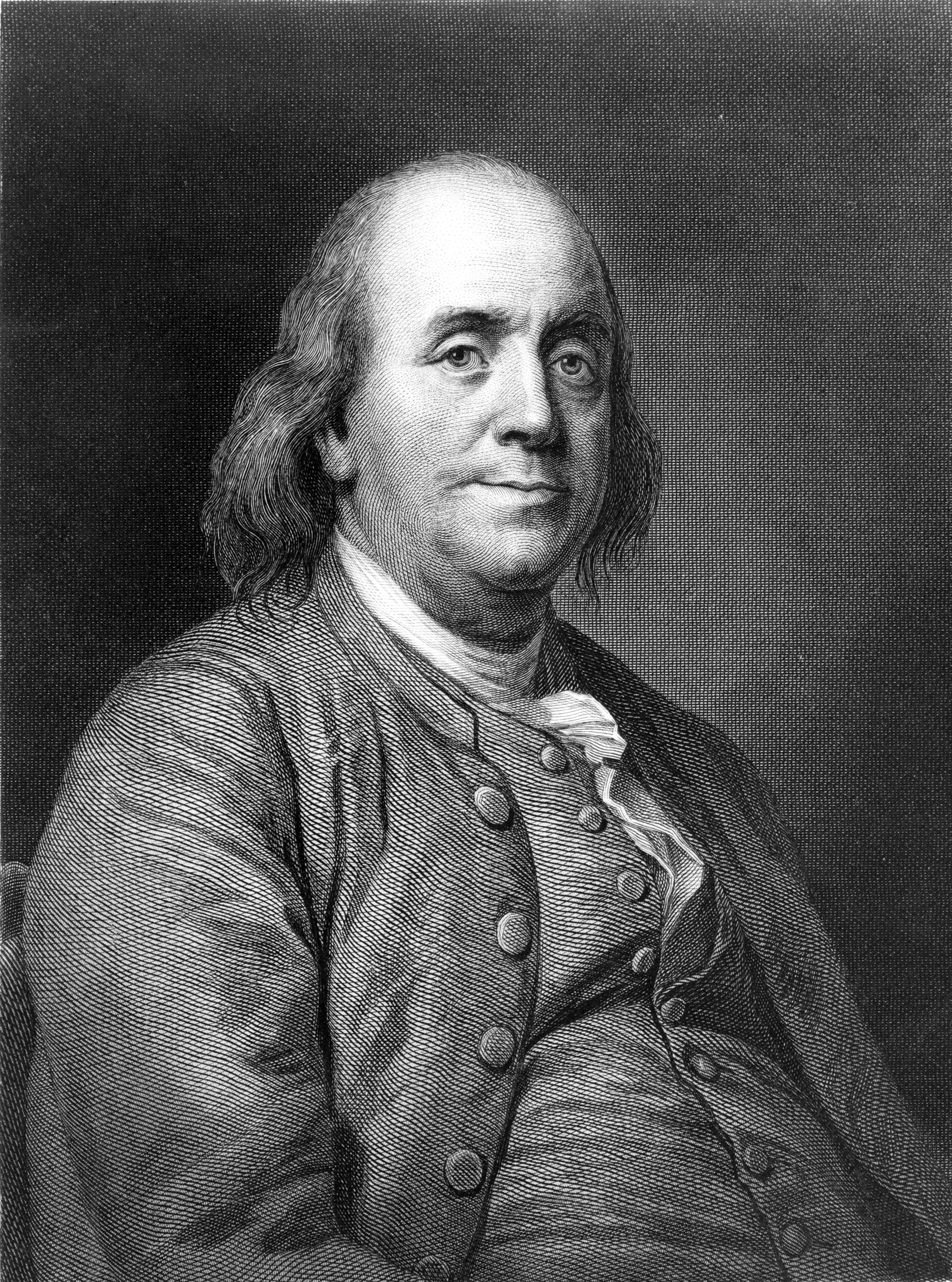
صورة بنجامين فرانكلين لجوزيف سيفريد دوبليس وهي المستخدمة على ورقة 100 دولار منذ سلسلة عام 1996.
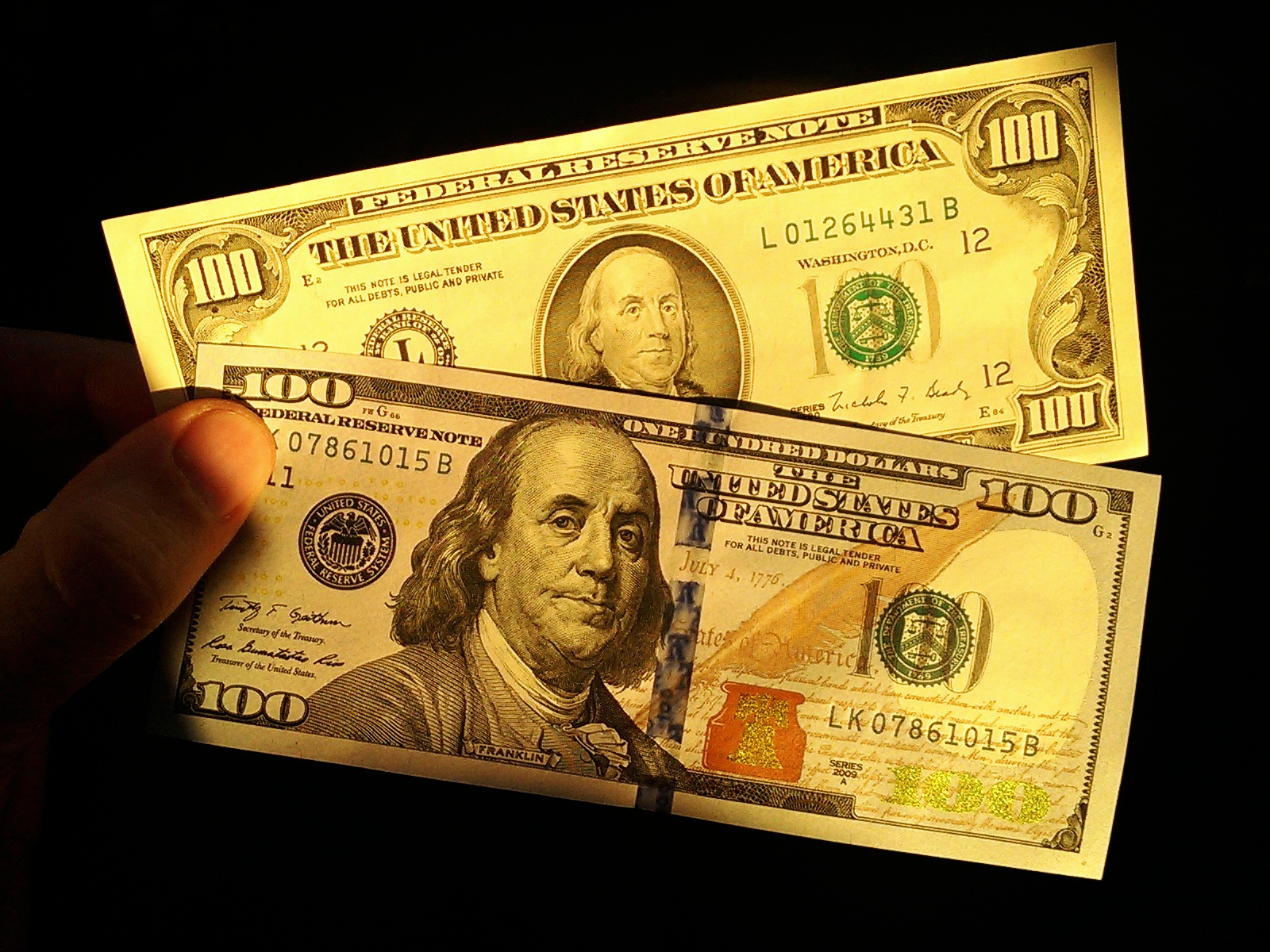
مقارنة بين ورقة سلسلة 1990 وسلسلة 2013.

## للاستزادة
- Friedberg، Arthur؛ Ira Friedberg؛ David Bowers (2005). A Guide Book of United States Paper Money: Complete Source for History, Grading, and Prices (Official Red Book). Whitman Publishing. ISBN:0-7948-1786-6.
- Hudgeons، Thomas (2005). The Official Blackbook Price Guide to U.S. Paper Money 2006 (ط. 38th). House of Collectibles. ISBN:1-4000-4845-1. OCLC:244167611.
- Wilhite، Robert (1998). Standard Catalog of United States Paper Money (ط. 17th). Krause Publications. ISBN:0-87341-653-8.

## روابط خارجية
- 100 دولار أمريكي Note – USCurrency.gov